# Mount Blades
Mount Blades är ett berg i Antarktis. Det ligger i Västantarktis. Inget land gör anspråk på området. Toppen på Mount Blades är 408 meter över havet.
Terrängen runt Mount Blades är varierad. Trakten är obefolkad. Det finns inga samhällen i närheten.